# آبه کان
آبه کان (انگلیسی: Kan Abe; ۲۹ آوریل ۱۸۹۴ – ۳۰ ژانویهٔ ۱۹۴۶) سیاستمدار اهل ژاپن بود که که از سال ۱۹۳۷ تا ۱۹۴۶ در مجلس نمایندگان (ژاپن) خدمت می‌کرد. او پدر وزیر خارجه پیشین آبه شینتارو و پدربزرگ نخست‌وزیر آبه شینزو است.